# Brevicornu desfulianda
Brevicornu desfulianda är en tvåvingeart som beskrevs av Loïc Matile 1969. Brevicornu desfulianda ingår i släktet Brevicornu och familjen svampmyggor. Inga underarter finns listade i Catalogue of Life.